# 常蔭槐
常 蔭槐（じょう いんかい） は、中華民国の政治家。北京政府奉天派に属した。字は瀚襄。

## 事跡
1926年（民国15年）、京奉鉄路局長に就任した。同年12月、安国軍交通総長となる。1927年（民国16年）6月、北京政府の潘復内閣で交通部次長となる。さらに交通総長を兼任していた潘復のために、総長事務を代理した。また、関税自主委員会委員も兼任している。7月、黒竜江省長に異動し、陸軍行営総執法処処長も兼ねた。
張作霖死後の1928年（民国17年）7月、東北保安委員会委員、黒竜江省省長、東北交通委員会委員長を兼任する。同年12月31日、易幟に伴い改組された黒竜江省政府の初代主席となった。
しかし、その直後の1929年（民国18年）1月11日、張学良により常蔭槐は楊宇霆とともに緊急逮捕されてしまう。常蔭槐と楊宇霆は、即座に銃殺刑に処された。享年54。